# Senarpont
Senarpont település Franciaországban, Somme megyében. Lakosainak száma 629 fő (2022. január 1.). Senarpont Hodeng-au-Bosc, Nesle-Normandeuse, Bermesnil, Foucaucourt-Hors-Nesle, Inval-Boiron, Lignières-en-Vimeu, Nesle-l’Hôpital, Neuville-Coppegueule és Saint-Léger-sur-Bresle községekkel határos.

## Népesség
A település népessége az elmúlt években az alábbi módon változott:
| Lakosok száma | 672  | 664  | 679  | 647  | 638  | 628  | 627  | 628  | 629  |
|               | 2013 | 2015 | 2016 | 2017 | 2018 | 2019 | 2020 | 2021 | 2022 |